# Élections sénatoriales de 2017 dans les Hautes-Pyrénées
Les élections sénatoriales dans les Hautes-Pyrénées ont lieu le dimanche 24 septembre 2017. Elles ont pour but d'élire les sénateurs représentant le département au Sénat pour un mandat de six années.

## Contexte départemental
Lors des élections sénatoriales de 2011 dans les Hautes-Pyrénées, deux sénateurs ont été élus : Josette Durrieu (PS) et François Fortassin (PRG).
Depuis, tous les effectifs du collège électoral des grands électeurs ont été renouvelés, avec les élections législatives de 2017, les élections régionales de 2015, les élections départementales de 2015 et les élections municipales de 2014.

## Sénateurs sortants
| Sénateur | Sénateur        | Parti | Fonctions lors de l'élection en 2011                                                       |
| -------- | --------------- | ----- | ------------------------------------------------------------------------------------------ |
|          | Josette Durrieu | PS    | Sénatrice sortante, conseillère générale, conseillère municipale de Saint-Laurent-de-Neste |
|          | Michel Pélieu   | PRG   | Président du conseil départemental                                                         |

## Présentation des candidats et des suppléants
Les nouveaux représentants sont élus pour une législature de 6 ans au suffrage universel indirect par les 851 grands électeurs du département. Dans les Hautes-Pyrénées, les sénateurs sont élus au scrutin majoritaire à deux tours. Leur nombre reste inchangé, deux sénateurs sont à élire. Il y aura plusieurs candidats dans le département, chacun avec un suppléant.
| T/S | Candidats | Candidats               | Parti | Principale fonction                                                                    |
| --- | --------- | ----------------------- | ----- | -------------------------------------------------------------------------------------- |
| T   |           | Erick Barrouquere-Theil | PCF   |                                                                                        |
| S   |           |                         | PCF   |                                                                                        |
| T   |           | Sylvette Le Moal        | PCF   |                                                                                        |
| S   |           |                         | PCF   |                                                                                        |
| T   |           | Viviane Artigalas       | PS    | Maire d'Arrens-Marsous                                                                 |
| S   |           | Denis Fégné             | PS    | Maire d'Ibos                                                                           |
| T   |           | Bernard Verdier         | LREM  | Conseiller départemental                                                               |
| S   |           |                         | LREM  |                                                                                        |
| T   |           | Maryse Carrère          | PRG   | Maire de Lau-Balagnas                                                                  |
| S   |           | Michel Pélieu           | PRG   | Sénateur sortant, président du conseil départemental, adjoint au maire de Loudenvielle |
| T   |           | Virginie Siani-Wembou   | LREM  | Conseillère départementale                                                             |
| S   |           | Philippe Viau           | LREM  | Maire de Marsas                                                                        |
| T   |           | Gilles Craspay          | UDI   | Conseiller départemental, adjoint au maire de Tarbes                                   |
| S   |           |                         | UDI   |                                                                                        |
| T   |           | Jacques Béhague         | LR    |                                                                                        |
| S   |           | Sidonie Cardouat        | LR    | Adjointe au maire de Vic                                                               |
| T   |           | Patrick Butor           | LR    |                                                                                        |
| S   |           |                         | LR    |                                                                                        |
| T   |           | Jacques Comte           | DLF   |                                                                                        |
| S   |           | Maritchu Sabas          | DLF   |                                                                                        |
| T   |           | Marc Tromel             | DLF   |                                                                                        |
| S   |           | Nathalie Arentes        | DLF   |                                                                                        |
| T   |           | Olivier Monteil         | FN    | Conseiller régional                                                                    |
| S   |           |                         | FN    |                                                                                        |

## Résultats
| Candidats                | Candidats                | Parti                    | Nuance                   | Premier tour | Premier tour | Second tour | Second tour |
| Candidats                | Candidats                | Parti                    | Nuance                   | Voix         | %            | Voix        | %           |
| ------------------------ | ------------------------ | ------------------------ | ------------------------ | ------------ | ------------ | ----------- | ----------- |
|                          | Maryse Carrère           | PRG                      | RDG                      | 460          | 55,69        |             |             |
|                          | Viviane Artigalas        | PS                       | SOC                      | 352          | 42,62        | 437         | 56,39       |
|                          | Gilles Craspay           | UDI                      | UDI                      | 169          | 20,46        | 172         | 22,19       |
|                          | Bernard Verdier          | LREM                     | DVG                      | 125          | 15,13        | 105         | 13,55       |
|                          | Virginie Siani-Wembou    | LREM                     | REM                      | 103          | 12,47        | Retrait     | Retrait     |
|                          | Jacques Béhague          | LR                       | LR                       | 92           | 11,14        | 60          | 7,74        |
|                          | Erick Barrouquere-Theil  | PCF                      | COM                      | 86           | 10,41        | Retrait     | Retrait     |
| Sylvette Le Moal         | PCF                      | COM                      | 59                       | 7,14         |              | Retrait     | Retrait     |
|                          | Patrick Butor            | LR                       | LR                       | 36           | 4,36         | Retrait     | Retrait     |
|                          | Olivier Monteil          | FN                       | FN                       | 12           | 1,45         | Retrait     | Retrait     |
|                          | Jacques Comte            | DLF                      | DIV                      | 2            | 0,24         | 1           | 0,13        |
| Marc Tromel              | DLF                      | DIV                      | 1                        | 0,12         | 0            | 0,00        |             |
|                          |                          |                          |                          |              |              |             |             |
| Suffrages exprimés       | Suffrages exprimés       | Suffrages exprimés       | Suffrages exprimés       | 826          | 98,92        | 775         | 91,93       |
| Votes blancs             | Votes blancs             | Votes blancs             | Votes blancs             | 6            | 0,72         | 30          | 3,56        |
| Votes nuls               | Votes nuls               | Votes nuls               | Votes nuls               | 3            | 0,36         | 38          | 4,51        |
| Total                    | Total                    | Total                    | Total                    | 835          | 100          | 843         | 100         |
| Abstention               | Abstention               | Abstention               | Abstention               | 19           | 2,22         | 11          | 1,29        |
| Inscrits / participation | Inscrits / participation | Inscrits / participation | Inscrits / participation | 854          | 97,78        | 854         | 98,71       |